# ごめんね (ふくろうずのアルバム)
『ごめんね』は2010年10月6日にリリースされた、ふくろうずの2ndアルバム。

## 収録曲
全作詞作曲：内田万里
1. ごめんね
2. マシュマロ
3. 街はいつも雨のよう
4. グッドナイトイズカミング
5. ボーイミーツガール
6. 狂った夏がくる
7. だめな人
8. ダンスイズビューティフル
9. すばらしい世界